# Taleta
Taleta és un gènere extint de dinosaures ornitòpodes hadrosàurids que van viure al Cretaci superior en el que avui dia és Marroc, concretament, la conca Oulad Abdoun. El gènere va ser descrit l'any 2025, i pertany al grup dels lambeosaurins. Només consta d'una espècie, Taleta taleta. El nom del gènere i de l'espècie venen d'una paraula àrab que vol dir tres, romanitzada com a taleta, ja que és el tercer lambeosaurí descobert al jaciment Oulad Abdoun, després de Ajnabia i Minqaria.